# 방공
방공(防空, 영어: air defense)은 적의 항공기나 미사일의 공격을 방어하는 군사활동과 그 군사활동을 하는 병과이다. 따라서 항공기와 미사일의 출현으로 창설된 역사가 짧은 군사활동 및 병과이다. NATO는 공중전에 대한 전투 공간 대응으로 방공을 정의하고 있다.  어느 장소에서든 육군, 해군, 공군을 보호하기 위해 사용될 수 있으나 대부분의 국가에서 국토 방위를 위해 주요하게 사용되는 경향이 있다. 미사일 방어는 방공의 확장으로 공중에서 발사체를 요격하는 임무를 수행한다.
대한민국 국군에서는 육군과 공군에 편제되어 있다. 주로 대공포와 유도무기 등을 다룬다.

## 용어
방공이라는 용어는 1925년 영국 방공군(ADGB)이 창설되었을 때 처음 사용한 것으로 추정된다. 세계 1차 대전 당시 사진 엽서의 뒷면에는 'Sergeants of the No.1  Coy London Air Defences (S.W.) Feb 20/1916'이라는 주석이 붙어 있다. 영국에서는 1950년대까지 일반적으로 사용되던 용어인 약칭 AA(AntiAircraft), 즉 '대공'이 사용되었다.
북대서양 조약 기구는 방공을 "항공기, 선박, 잠수함, 육상 발사되는 공중 무기의 공격으로부터 해상군을 방어하기 위해 취하는 조치"라고 정의한다. 일부 육군에서는 All-Arms Air Defence(AAAD)라는 용어가 비전문적인 부대에서 방공이라는 뜻으로 사용되기도 한다. 20세기 후반 또 다른 용어로는 "ground based air defence" (GBAD,육군기지방공), "short range air defense" (SHORAD, 단거리 방공 시스템) 등이 있다.

## 역사

### 최초의 방공전
이탈리아-터키 전쟁 동안 역사상 최초로 대공 작전이 수행되었다. 터키인들은 소총으로 비행기를 격추시켰다. 전쟁에서 추락한 최초의 항공기는 1912년 8월 25일에 격추된 피에로 만지니 중위의 항공기였다.
최초의 대공용 무기는 1870년 프로이센-프랑스 전쟁 중에 사용되었다. 스당에서의 전투 이후 파리는 포위되었고 도시 밖의 프랑스군은 풍선을 통해 통신을 시도했다. 20세기 초에는 육해공용 풍선, 비행선, 포가 주목받았다. 고폭약, 소이탄, 탄환 체인, 막대 탄환, 파편 등 다양한 종류의 탄약이 고안되었다. 
미국 최초의 대공포는 1911년 트위닝 제독이 비행선의 위협에 대응하기 위해 설계한 것으로, 이후 미 해군 최초의 대공포인 3인치/23구경 포의 기초로 사용되었다.

### 제1차 세계대전
1915년 9월 30일 세르비아군은 3대의 적기가 크라구예바츠에 접근하는 것을 목격하고 산탄총과 기관총으로 대응하였으나 적기는 도시 상공에 45개의 폭탄을 투하하였다. 군사 시설, 기차역, 그리고 다수의 민간인이 공격당했다. 폭격이 진행되는 동안 Radoje Ljutovac 일병은 적 항공기에 대포를 발사하여 한 대를 격추시켰다. 해당 항공기는 도시에 추락했고 조종사 두 명 모두 사망했다. Ljutovac가 사용한 대포는 대공포로 설계된 것이 아니라 1912년 제1차 발칸 전쟁 당시 개조된 터키제 대포였다. 군용기가 지대공 사격으로 격추된 것은 군사 역사상 처음 있는 일이었다. 
1914년 7월 8일 뉴욕 타임스는 영국 정부가 영국 해안에 특수 설계된 속사포 2문으로 무장한 타워를 설치하기로 결정했다고 보도했다. 1914년 12월까지 왕립 해군 의용예비군(RNVR)은 약 9개 항구에 AA포와 탐조등을 배치하고 있었다. 
곧 다른 모든 군대도 프랑스군의 75mm와 러시아군의 76.2mm를 기반으로 한 AA포를 배치했다. 영국 육군은 AA에 적합한 새 장착물 생산을 위해 13-pounder를 도입했고 1915년에 13-pdr QF 6 cwt Mk III를 제조했다. 
1915년 영국에 대한 독일군의 공습이 증가했고 AA가 다소 비효율적이었기 때문에 AA 방어 개선을 위해 영국 해군의 포병 전문가 퍼시 스콧 경이 임명되었다. 방공망은 75mm와 3인치의 RNVR AA포로 확장되었다. 1916년 12월까지 영국을 방어하는 183개의 AA사단, 프랑스 BEF 74개, 중동에 10개의 사단이 있었다. 

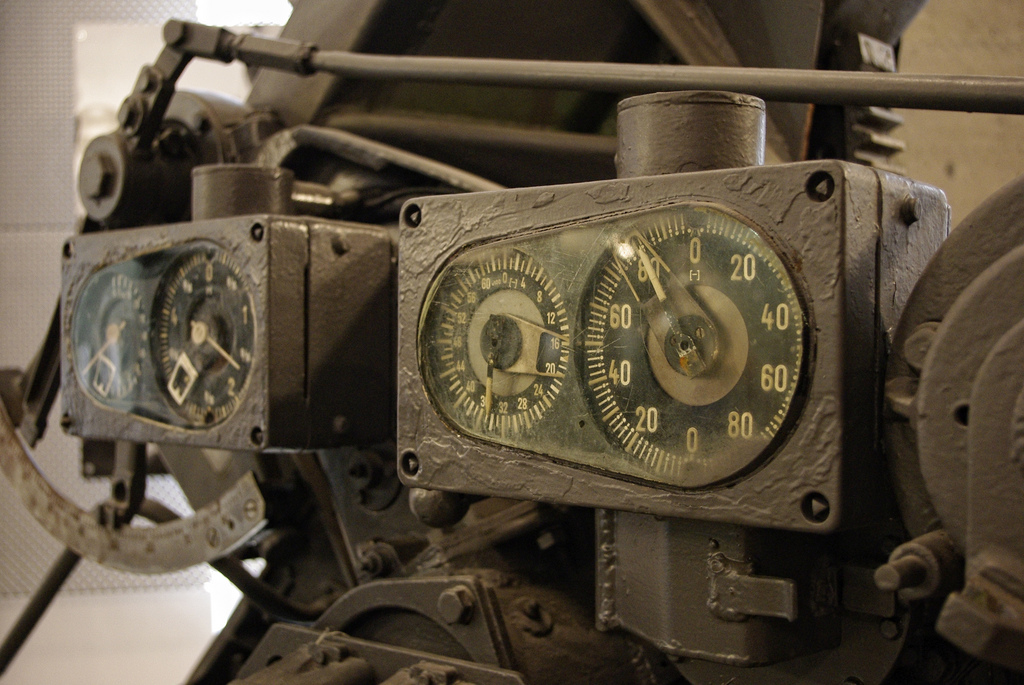
8,8 cm FlaK

1925년 영국은 Vickers에 의해 개발된 새로운 도구를 도입했다. 기계식 아날로그 컴퓨터 프레딕터 AA No 1이었다. 목표 고도가 주어지면 조작가는 목표물을 추적했고 프레딕터는 베어링, 사분면의 고도 및 퓨즈 설정을 생성해서 총에 전달하였고 총의 배치를 위해 목표 데이터와 총의 실제 데이터를 일치시키는 시스템이 작동했다. 이 전기 다이얼 시스템과 유사한 시스템은 다른 국가에서도 채택되었으며 계속해서 개선되었다. 1930년대 초부터 8개국이 레이더를 개발하기 시작하여 1930년대 후반까지 이어졌다. 
베르사유 조약은 독일이 AA 무기를 보유하는 것을 제한했는데, 1차 세계 대전 중 일부 총기를 보유하고 있었고 1920년대 후반부터 비밀 AA훈련이 진행되었다. 독일은 1933년에 8.8cm FlaK 18을 도입했고, 36, 37 모델이 뒤를 이어 개량되었다. 1930년대 후반에 10.5cm FlaK38, 39가 등장했으며 1938년에 12.8cm FlaK의 디자인이 시작되었다. 
소련은 1930년대 초 76mm M1931과 85mm M1938을 도입했다. 
미국은 2개의 3인치 AA포로 제1차 세계 대전을 끝냈으며 전간기에 개선이 이루어졌다. 1924년에 새로운 105mm 고정 장착형 AA포에 대한 작업이 시작되었으나 90mm AA포에 대한 작업이 시작되어 적은 수만 생산되었다. 
1920년대 후반에 스웨덴 해군은 보포스 사에 40mm 해군 대공포 개발을 의뢰했다. 그것은 가볍고 빠르게 발사되며 믿음직한 무기였다. 4륜차의 이동식 버전이 개발되었으며 흔히 40mm로 알려진 해당 대공포는 제2차 세계대전 직전에 17개 나라에 도입되었고 오늘날에도 해안 경비함 같은 일부 응용 프로그램에서 여전히 사용되고 있다. 

### 제2차 세계대전
폴란드의 AA방어는 독일군의 공격에 상대가 되지 못했고 다른 유럽 국가들도 상황은 비슷했다. 1940년 여름에 영국 전투에서 중요한 대공전이 시작되었다. 영국 방공군의 지휘 하에 있던 육군의 대공 사령부는 3개의 AA 군단, 12개의 사단으로 확대되었다. 40mm포가 더 많이 사용되기 시작했다. 1941년 영국 공군은 비행장의 방공을 책임지고 40mm 보포스를 주요 무기로 하여 창설되었다. 3.7인치 포가 고정 방어용 HAA 포이고 유일한 이동식 HAA 포인 반면, QF 4.5인치 포는 해군 항구 근처에서 사용되었고 해군 탄약을 사용했다. 싱가포르의 4.5인치 폭격기는 일본 폭격기를 격추하는 첫 성공을 거두었다. 전쟁 중 QF 5.25인치 함포는 런던 주변의 일부 장소에 배치되기 시작했다. 
1943년 댐버스터스 공습 이후, 저공비행 하는 항공기를 단 한 번의 타격으로 격추시키는 완전히 새로운 시스템이 개발되었다. 이러한 시스템을 생산하기 위해 처음에는 50mm 포를 사용했지만, 정확도의 문제로 55mm 포로 대체되었다. 이 시스템은 탐색 레이더와 표적 레이더를 포함한 중앙 집중식 제어 시스템을 사용했는데, 이 시스템은 바람의 세기와 탄도를 고려하여 포의 조준점을 계산한 다음, 수력학을 사용하여 포에 전기 명령을 전송했다. 교환원들은 단순히 총에 탄을 넣고 목표물을 선택했다. 오늘날 기준으로도 현대적인 이 시스템은 전쟁이 끝났을 때에 뒤늦게 개발되었다.
AAA 대대는 지상 목표물을 진압하는 데도 사용되었다. 전쟁 후반에 90mm M3포는 대전차포의 역할로 널리 사용되었다. 전쟁 초기에 미국인들이 사용할 수 있었던 것은 120 mm M1 포 성층권 포였는데, 이것은 60,000 피트 (18 km)의 놀라운 고도 능력을 가진 가장 강력한 AA 포였지만, 120 M1은 적 항공기에 발사된 적이 없었다. 90mm 포와 120mm 포는 1950년대까지 계속 사용되었다.
3"/50 MK 22 반자동 이중포가 생산되었지만 전쟁이 끝나기 전에는 사용되지 않았다. 3인치/50구경 포는 1915년 USS 텍사스(BB-35)의 개조로 처음 사용되었고, 이후 대공 보호의 필요성이 인식되면서 많은 종류의 함선에 탑재되었다. 제2차 세계 대전 동안 구축함 호위함, 초계 호위함, 잠수함 추격함, 기뢰제거함, 일부 함대 잠수함 및 기타 보조 함정의 주요 무장이었으며, 일부 구형 전함을 포함한 일부 다른 유형의 함정에서 보조 이중 목적 포대로 사용되었다. 

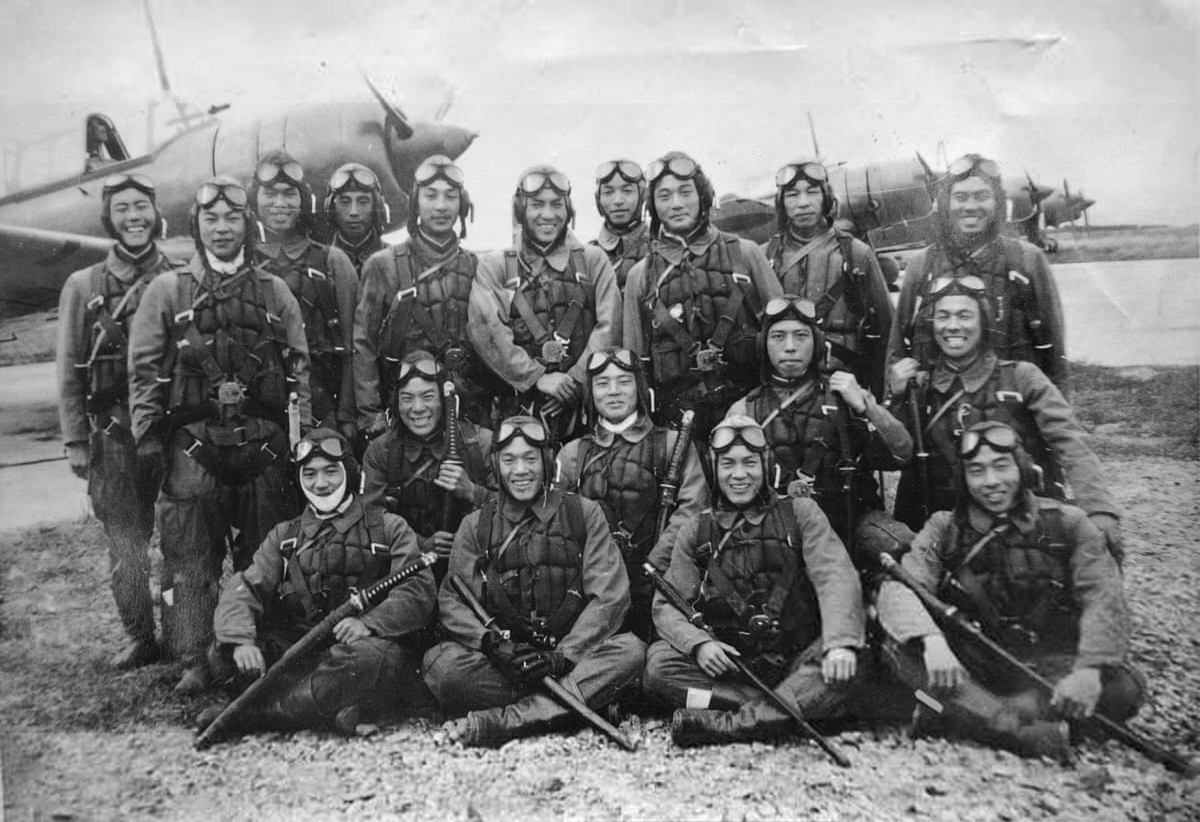
일본 카미카제 부대원

독일군은 6층 이상의 거대한 철근 콘크리트 블록하우스를 개발했는데, 이 블록하우스는 Hochbunker "High Bunkers" 또는 플라크튀르메(Flaktürme) 플라크 타워로 알려져 있으며, 그 위에 대공포를 배치했다. 

일부 국가들은 제2차 세계 대전 전에 대공 로켓을 포함한 로켓 연구를 시작했으며 전쟁 중에도 추가적인 연구가 계속되었다. 일본 가미카제 공격의 위협에 직면하여 영국과 미국은 대응책으로 브리티시 스투지나 아메리칸 라크와 같은 지대공 로켓을 개발했지만, 전쟁이 끝날 무렵에는 준비된 로켓이 하나도 없었다. 

육군방공학교 부대표지

## 육군방공학교
육군방공학교(ROK Army Air Defense School)는 육군의 방공망을 담당하는 주역 양성소이다. 교훈은 초탄필추 웅비방공(初彈必墜 雄飛防空). 세종특별자치시 연기면 보통리에 위치하고 있으며 초급 방공 장교의 교육을 담당한다.
육군의 방공병과 주특기는 방공무기운용(141)과 방공무기정비(142)로 나눌 수 있고, 각 무기체계별로 세분화되어 있다. 영공 방위에 필요한 각종 방공장비들을 정비하고 운용하는 부대가 육군의 방공부대이고, 여기에 필요한 전술기량과 간부 및 용사들의 주특기 교육을 담당하는 학교가 육군방공학교다.

### 육군방공 임무
전투부대, 전투근무지원부대 등 중·저고도 대공방어
| 구분(군사특기부호)      | 교육기간 | 임무 |
| ----------------------- | -------- | --- |
| 경포운용/정비(1411)     | 3주 2일  | - 우사수 임무수행 - 화포 설치 및 운용 - 충전기 관리 및 운용 - 부대 훈련절차 숙달(좌/우사수 임무수행 - 예방정비 |
| 발칸포운용(1412)        | 3주 4일  | - 화포 설치 및 운용 - 진지방어를 위한 위장 실시 - 사격준비 및 부여된 목표를 추적 및 사격 - 화포예방정비 점검 및 결함부분 정비 - 탄약운반, 저장 및 교전 전 필요한 준비                                                                                             |
| 오리콘포운용(1413)      | 3주 5일  | - 화포 설치 및 운용 - 진지방어를 위한 위장 실시 - 사격준비 및 부여된 목표에 추적 및 사격 - 화포예방정비 점검 및 결함부분 정비 - 탄약운반, 저장 및 교전 전 필요한 준비                                                                                             |
| 방공작전통제(1415)      | 3주      | - 방공경보 및 정보평가 결과를 사격부대에 하달 - 방공지휘소 설치 및 운용 보좌 - 적공중위협 분석 및 무기할당 등 사격통제 업무 보좌 - 표적 위치 및 이동을 표정판에 표시하고, 보고 및 표적의 위치나 상태를 확인 - 작전 기록 및 장비 실태, 화포대기 상태 등을 기록유지 |
| 발칸포정비(1416)        | 3주 4일  | - 화포 예방정비 및 결함부분 정비 - 정비용 기재 및 부품을 청구 획득하여 관리유지하고 정비일지 기록유지 - 고장원인 탐지 후 정비 및 부품 교환 |
| 휴대용 유도탄운용(1421) | 3주 1일  | - 유도탄 이동 및 설치, 사격준비 실시 - 부여된 목표에 추적 및 사격 - 효과적 저공방어를 위해 추진진지 점령 및 사격 - 발사기 유도탄에 대한 예방정비 점검 실시 - 탄약운반, 저장, 교전 전 필요한 준비 실시                                                             |
| 천마운용(1422)          | 3주 4일  | - 사격에 필요한 준비 실시 - 부여된 목표의 추적 및 사격 - 장비예방정비 및 점검 실시 - 탄약운반 저장 및 교전 전 필요한 준비 |
| 저고도레이다운용(1423)  | 3주      | - 레이다 장비 조작과 장비점검 및 조정 실시 - 대전차 방해장치의 콘솔 및 관계장비 조작 - 레이다 장비의 이동 및 설치 - 진지 위장 실시 |
| 비호운용(1414)          | 3주 3일  | - 탄약수 임무 수행 - 사수 보좌 임무 - 장비 기능 이해 및 운용 - 예방정비/고장배제 |

## 무기

### 대공포

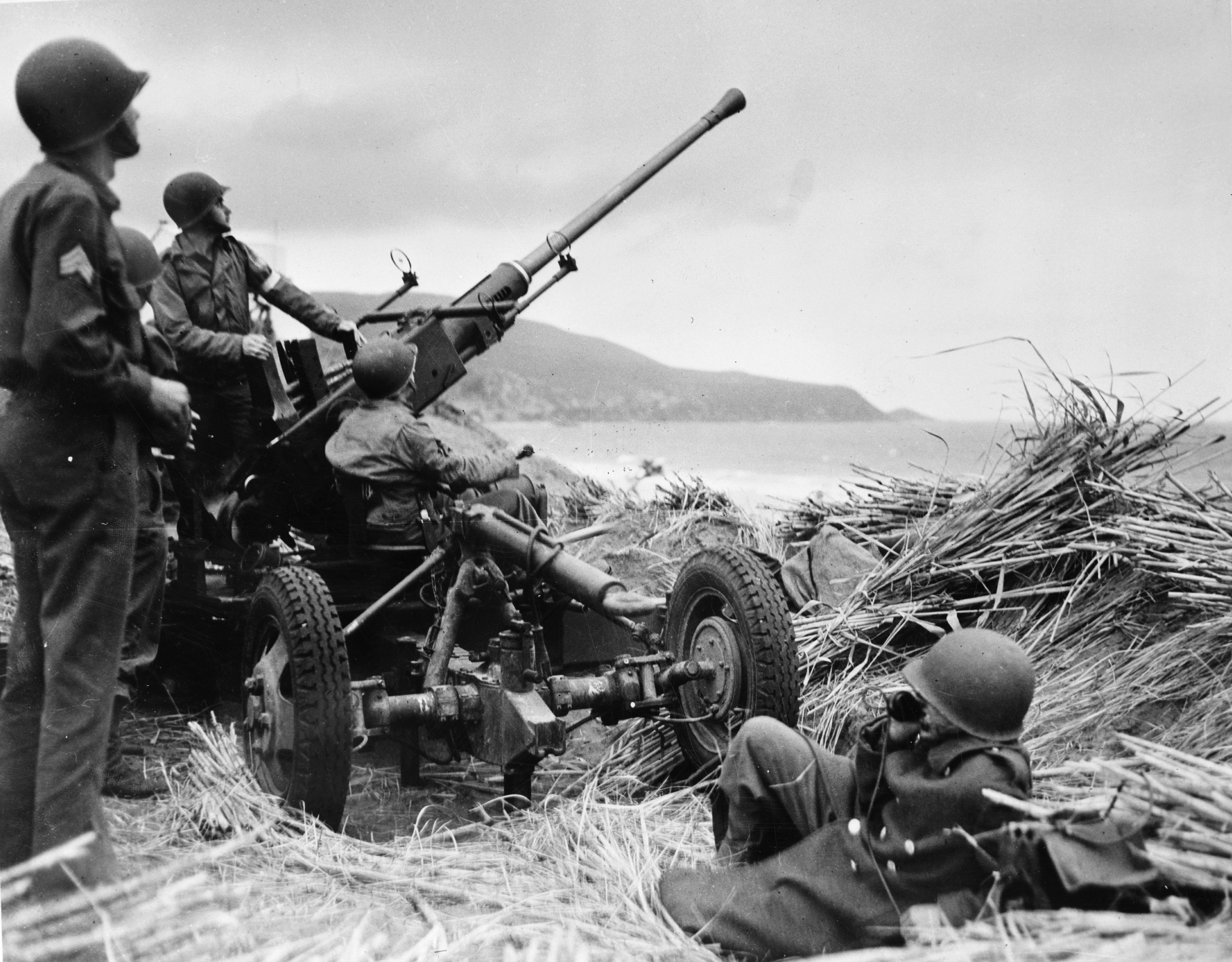
대공포.

대공포(anti-aircraft artillery, AAA 또는 anti-air gun, flak)는 지상에서 적 항공기를 격추시키기 위한 무기로 8.8cm-Flak36,2cm-flak38 등 이 여기에 속한다.

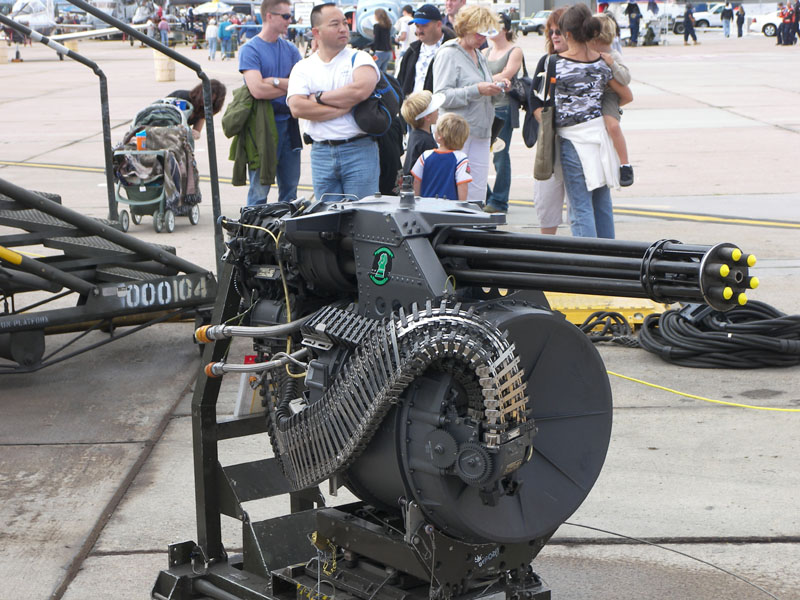
M61 발칸포

#### 발칸
전쟁영화 등에서 단골로 등장하는 포 가운데 하나인 20mm 대공포. 전투기나 공격용 헬기 등에 부착되어 있는 것으로 많이 묘사되며 6개의 포신이 빠른 속도로 회전하면서 상대 비행기나 특정 지역을 향해 엄청난 화력과 속도로 탄을 쏟아낸다. 분당 3000발 이상의 포탄을 발사한다.
제2차 세계대전 이후 제트기 등에 대응하기 위해 미국에서 개발하였다. 크기는 작지만 많은 양의 탄으로 적에 대응하기 위한 것이었다. 이후 발칸은 여러 차례 개량되고 발전하였으며 항공기에 기본 무장으로 탑재되는 것뿐만 아니라 장갑차 등 움직이는 거의 모든 장비에 탑재되며 지상에서도 운용된다.
대한민국에서는 1970년대에 최초로 도입한 이후 저고도 방공무기로서 현재까지 운용 중이다.

#### K30 비호

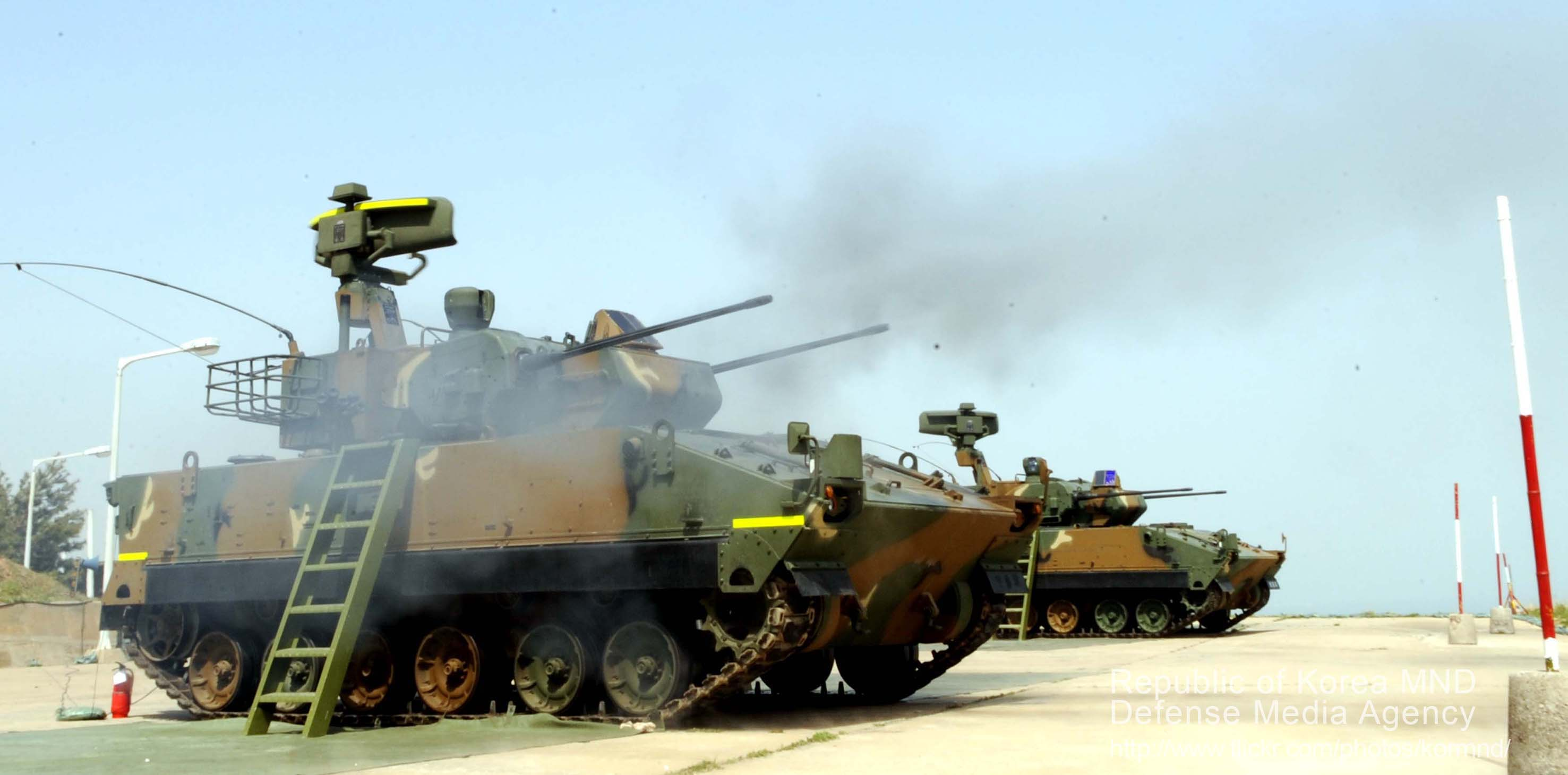
육군방공학교 비호사격

대한민국 육군이 운용하는 30mm 자주대공포이다. 1980년대에 저고도 방공무기체계가 취약하다는 지적에 대응하여 발칸포의 후속 무기로 순수 대한민국의 기술력으로 만들어냈다. 비호는 중고도 방공망을 피해 침투해 들어오는 저고도 공중 위협으로부터 아군의 기계화부대 및 주요시설을 보호하는 임무를 수행한다. 주야간 표적 획득 및 추적이 가능한 레이더를 장착하고 있으며, 광학추적기에 의한 전천후 사격 능력도 갖추고 있다. 또 자동화된 사격통제장비에 의한 정밀사격으로 명중률을 획기적으로 향상시켰다. 520마력의 디젤엔진으로 시속 60km 속도의 우수한 기동력을 보유하고 있으며 대공포 1대에 2문의 포가 장착되어 분당 600발을 발사한다.

#### 오리콘포
포탑에 2개의 포가 탑재된 35mm 견인식 대공포이다. 스위스의 오리콘(Oerlikon-Buhre)사에서 만들었다. 대한민국에서 미국이 아닌 제3국에서 최초로 도입한 무기이기도 하다. 1950년대에 개발된 무기이며 대한민국 국군은 1970년 도입 이후 아날로그 방식을 디지털 방식으로 바꾸는 등 다양한 성능개량사업을 벌였다. 그 결과 현재 우리 군이 운용 중인 견인식 대공포들 중에서 가장 높은 명중률을 자랑한다.
무게는 6.7톤이며 길이는 7.8m이다. 구경은 35mm이고, 2문의 포에서 분당 1100발을 발사한다. 적기에 대한 탐지 및 추적은 레이더가 담당하며 레이더가 적기를 추적하면 이와 연동된 2문의 포가 자동으로 포신으로 움직여 적기를 조준한다. 탄약 공급 시스템도 자동화되어 있다. 포구에 탄자속도측정기가 있어 포구 속도를 일정하게 유지시킬 수 있으며 따라서 명중률도 높다.

### 유도탄

#### 미스트랄(Mistral)

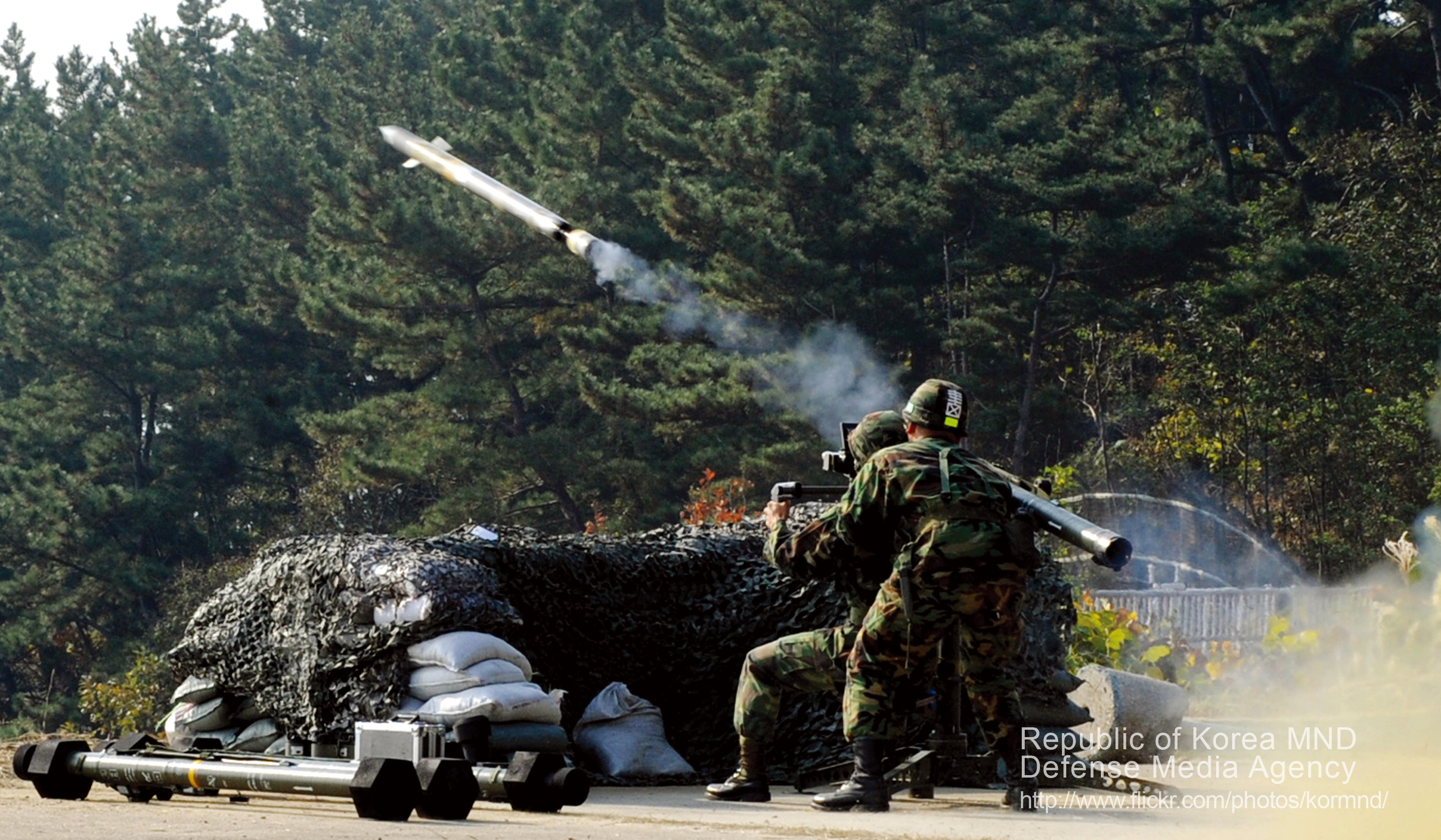
미스트랄 사격

바주카포와 같은 무기를 헬기 등의 항공기에 대해서 사용하자는 아이디어에 따라 개발된 휴대용 지대공 미사일 체계를 맨패즈(MANPADS:MAN Portable Air Defense System)라고 한다.  미스트랄은 대한민국 육군 방공의 대표적 휴대용 지대공 유도무기이다. 프랑스에서 도입하였으며 어깨에 거치하는 것이 아니라 지상에 발사대를 설치한 뒤 쏘는 방식이다. 적외선 추적 방식을 사용하며 목표가 2m 이내에 들어오면 자폭하는 근접신관을 사용하는 등 높은 정확성을 자랑한다. 유효사거리 5.5km(최대사거리 7km)이고 탄두는 2.95kg으로 무거운 편이다. 발사체와 발사대가 각각 20kg이 넘지만 견착식에 비하면 명중률이 뛰어나다는 장점이 있다. 포병이나 보병이 휴대하거나 옥상, 헬기나 함정에서도 사용된다. 공대공 및 함대공 미사일로의 용도 변경이 가능하다는 것이다. 실제로 대한민국 해군의 울산급 호위함과 포항급 초계함에서도 대공방어용으로 미스트랄을 배치하기도 했다.

#### 신궁[14]
신궁은 우리나라가 최초 개발한 휴대용 대공 미사일이다. 기존의 미스트랄과 러시아의 이글라(Igla)의 장점을 모아 만들었다. 미스트랄보다 가볍고 우수한 성능을 가지고 있으며 가격도 훨씬 저렴하다. 야전군 주요 부대나 군사시설에 저고도로 침투하는 적 항공기 및 헬기에 대한 대공 방어 임무를 근접 지원하는 무기체계이다. 다양한 플랫폼에 탑재할 수 있고 국산 기술로 개발한 피아식별기가 탑재되어 있다. 발사대 또한 소형, 경량의 접이식으로 되어 있어 휴대 및 이동의 편의성이 높다. 주/야간 조준기로 주/야간 전천후 사격이 가능하며 이중추력 추진기관이 유효사거리를 증대시키고 종말 기동 성능까지 보장하여 최신·최고 성능의 무기체계로 인정받는다.

#### 천마
천마는 성능과 위용에서 휴대용 신궁을 압도하는 국산 대공 유도탄이다. 1999년부터 배치되었으며 K200 장갑차의 차제 위에 미사일 8기와 레이더를 장착했다. 미사일 최대 속도는 마하 2.7이고 유효사거리는 약 10km이다. 천마에 달린 레이더는 탐색레이더와 추적레이더로 구분할 수 있다. 탐색레이더는 멀리서 날아오는 적기를 탐색하는 레이더로, 원거리에서 적기를 탐지할 수 있다. 탐색레이더에 적기가 포착되면 해당 방향으로 추적레이더가 돌아가고, 추적레이더의 탐지 범위 내로 적기가 들어오면 적기에 대한 거리와 각도, 고도 등이 자동으로 산출된다. 또한 적기가 사거리 내로 들어오면 미사일이 발사되며, 추적레이더는 미사일과 적기를 동시에 추적할 수 있다. 추적 결과 미사일과 적기 사이의 거리, 고도, 방향 등에서 차이가 있다면 즉시 천마의 송신기에서 미사일로 전송되고 미사일은 경로를 수정한다. 만약 미사일이 간발의 차이로 적기를 비껴나간다면 근접신관의 폭발로 적기를 타격할 수 있다. 

## 같이 보기
- 병과
  - 보병
  - 포병
  - 기갑
  - 정보
  - 정보통신
  - 공병
  - 항공
  - 수송
  - 화학
  - 병기
  - 병참
  - 인사행정
  - 헌병
  - 재정
  - 정훈
  - 의무
  - 법무
  - 군종
- 대한민국 육군 방공부대
  - 제1방공여단
  - 제10방공단
  - 제11방공단
  - 제15방공단
  - 육군방공학교
- 방공포병
- 고사포형

## 참고 문헌
- Hogg, lan V (1997). 《German Artillery of World War Two》. Greenhill Books. ISBN 1-85367-261-0.
- Routledge, Brigadier NW. (1994). 《History of the Royal regiment of Artillery – Anti-Aircraft Artillery 1914–55》. Brassey's. ISBN 1-85753-099-3.
- 김환기, 미래를 향한 젊은 도전, 도서출판 플래닛미디어, 2015, 260-275
- 류선미,이승유,and 백철훈. "유도무기 개발 현황 및 발전 방향." 항공산업연구 77.- (2013): 66-91.
- 정춘식,and Jeong Chunsik. "휴대용대공유도탄에 대응하는 지향성적외선방해장비의 교전효과 분석." 한국시뮬레이션학회 논문지 28.2 (2019): 139-147.
- 편집부(편집자). "지대공유도무기 ‘신궁’, 탐색기 국산화 개발 성공." 國防과 技術 -.431 (2015): 14-14.